# Luckaitztal
Luckaitztal est une commune allemande de l'arrondissement de Haute-Forêt-de-Spree-Lusace, Land de Brandebourg.

## Géographie
Luckaitztal comprend les quartiers de Buchwäldchen, Gosda (avec les villages de Weißag et Zwietow), Muckwar et Schöllnitz (avec les villages de Luckaitz, Neudöbern et Rettchensdorf) ainsi que les quartiers d'habitation d'Alte Försterei, Alte Mühle, Ausbau, Bohnenmühle, Fuchsmühle, Gielow, Obermühle, Untermühle et Waldhaus.
| Calau   |             | Vetschau/Spreewald |
| Bronkow | Luckaitztal |                    |
|         |             | Altdöbern          |

Luckaitztal se trouve sur la ligne de Lübbenau à Kamenz.

## Histoire
Luckaitztal est créée le 31 mars 2002 à la suite de la fusion volontaire des communes de Buchwäldchen, Muckwar, Gosda et Schöllnitz.

## Démographie
| Année | Nombre d'habitants |
| ----- | ------------------ |
| 2002  | 970                |
| 2003  | 968                |
| 2004  | 969                |

| Année | Nombre d'habitants |
| ----- | ------------------ |
| 2005  | 961                |
| 2006  | 958                |
| 2007  | 936                |
| 2008  | 904                |
| 2009  | 893                |

| Année | Nombre d'habitants |
| ----- | ------------------ |
| 2010  | 875                |
| 2011  | 876                |
| 2012  | 864                |
| 2013  | 848                |
| 2014  | 845                |

| Année | Nombre d'habitants |
| ----- | ------------------ |
| 2015  | 822                |
| 2016  | 811                |
| 2017  | 806                |

## Personnalités liées à la commune
- Leonore Goldschmidt (1897-1983), pédagogue